# Bouclier européen de rugby à XIII
 (juin 2025).
Pour les articles homonymes, voir Bouclier européen.
Le Bouclier européen de rugby à XIII (en anglais Rugby League European Shield) est une compétition de rugby à XIII fondée en 2006 pour favoriser l'émergence de ce sport dans les pays de l'Europe centrale et orientale. Elle est régie par la Rugby League European Federation.
Elle constitue aujourd'hui le deuxième niveau dans la hiérarchie des compétitions entre nations européennes, se situant en dessous de la Coupe d'Europe des nations et au-dessus du European Bowl.
Le tournoi se déroule dans plusieurs pays, avec en général chaque équipe accueillant au moins un match. Depuis 2012, le tournoi se déroule sur deux ans avec quatre équipes participantes, chacune rencontrant leurs trois adversaires deux fois. La formation qui finit en dernière position est reléguée en European Bowl et le vainqueur de cette dernière est promu en European Shield.
Si la proposition de la fédération européenne est acceptée par la Rugby League International Federation, l'édition 2014-2015 servira aussi d'épreuve de qualification pour la Coupe du monde 2017 .

## Histoire

### 2006
Sa première édition a eu lieu en 2006 sous le nom de Central Europe Development Tri-Nations et voyait s'affronter l'Allemagne, l'Autriche et l'Estonie, avec une victoire finale de l'Allemagne.

### 2007
Premier tournoi sous son nom actuel, cette fois entre l'Allemagne, la République tchèque et la Serbie. Cette dernière l'emporte, profitant de l'expérience de ses joueurs jouant en clubs dans une compétition nationale.

### 2008
L'Italie remplace la Serbie, jugée trop forte désormais. Profitant comme la Serbie l'année précédente d'une ligue interne, l'Italie remporte sa première compétition majeure internationale.

### 2009
Deuxième victoire d'affilée de l'Italie qui lui donne droit à une participation à la Coupe d'Europe des nations 2009 à la suite du retrait des Russes de cette compétition.

### 2010
Le tournoi double son nombre d'équipes. La poule Est est facilement remportée par la Russie devant l'Ukraine et la Lettonie. La poule Ouest confirme la domination de la Serbie sur l'Allemagne et la République tchèque.

### 2011
En raison du tournoi de qualification pour la Coupe du Monde 2013, seule l'Allemagne est disponible pour le tournoi. Deux nouvelles équipes sont invitées : Malte et la Norvège. Pour la première fois, chaque équipe remporte un match. L'Allemagne gagne le tournoi à la différence de points.

## Compétition courante (2012-2013)
Un nouveau format est instauré. La compétition se déroulera sur deux ans entre quatre équipes : les vainqueurs des deux poules en 2010, la Russie et la Serbie, le vainqueur de 2011, l'Allemagne, et l'Italie, en tant que qualifié européen pour la Coupe du Monde 2013. Chaque équipe se rencontrera deux fois.

### Résultats
| 12 mai 2012 | Allemagne | 25 – 24 | Serbie | Fritz-Grunebaum-Sportpark, Heidelberg, Allemagne |
| 12 mai 2012 |           |         |        | Fritz-Grunebaum-Sportpark, Heidelberg, Allemagne |
| 12 mai 2012 |           |         |        | Fritz-Grunebaum-Sportpark, Heidelberg, Allemagne |

| 19 mai 2012 | Allemagne | 26 – 32 | Russie | Fritz-Grunebaum-Sportpark, Heidelberg, Allemagne |
| 19 mai 2012 |           |         |        | Fritz-Grunebaum-Sportpark, Heidelberg, Allemagne |
| 19 mai 2012 |           |         |        | Fritz-Grunebaum-Sportpark, Heidelberg, Allemagne |

| 9 juin 2012 | Serbie | 24 – 18 | Italie | Makiš stadium, Belgrade, Serbie |
| 9 juin 2012 |        |         |        | Makiš stadium, Belgrade, Serbie |
| 9 juin 2012 |        |         |        | Makiš stadium, Belgrade, Serbie |

| 7 juillet 2012 18 h 00 CET | Italie | – | Allemagne | Stadio Beltrametti, Piacenza (Plaisance), Italie |
| 7 juillet 2012 18 h 00 CET |        |   |           | Stadio Beltrametti, Piacenza (Plaisance), Italie |
| 7 juillet 2012 18 h 00 CET |        |   |           | Stadio Beltrametti, Piacenza (Plaisance), Italie |

| 8 août 2012 | Russie | – | Italie | Naro Stadium, Naro-Fomins, Russie |
| 8 août 2012 |        |   |        | Naro Stadium, Naro-Fomins, Russie |
| 8 août 2012 |        |   |        | Naro Stadium, Naro-Fomins, Russie |

| 22 septembre 2012 | Russie | – | Serbie |  |
| 22 septembre 2012 |        |   |        |  |
| 22 septembre 2012 |        |   |        |  |

Dates à confirmer pour 2013.

### Classement
| Rang | Nation    | J | V | N | D | Pm | Pe | Diff | Pts |
| ---- | --------- | - | - | - | - | -- | -- | ---- | --- |
| 1    | Russie    | 1 | 1 | 0 | 0 | 32 | 26 | +6   | 2   |
| 2    | Serbie    | 2 | 1 | 0 | 1 | 48 | 43 | +5   | 2   |
| 3    | Allemagne | 2 | 1 | 0 | 1 | 51 | 56 | -5   | 2   |
| 4    | Italie    | 1 | 0 | 0 | 1 | 18 | 24 | -6   | 0   |

|  | Vainqueur de la compétition (no 1) |
|  | Relégué en European Bowl (no 4)    |